# Rachicerus flavomaculata
Rachicerus flavomaculata är en tvåvingeart som först beskrevs av Emery Clarence Leonard 1930.  Rachicerus flavomaculata ingår i släktet Rachicerus och familjen vedflugor.
Artens utbredningsområde är Yucatán (Mexiko). Inga underarter finns listade i Catalogue of Life.